# 孟加拉国解放战争
孟加拉国解放战争（转写：Mukti Judhho）或作孟加拉国独立战争、巴基斯坦内战，包括1971年印巴战争，是指发生于1971年3月26日至12月16日，东巴基斯坦（即今天的孟加拉國）和印度对抗西巴基斯坦（即今天的巴基斯坦）的戰爭。持续时间9个月，最後孟加拉脫離巴基斯坦独立。此戰是世界軍事史上眾多以解放戰爭為名的其中一場。

## 战争初期

### 3月至6月
1971年3月25日，巴基斯坦中央政府實行探照燈行動，採取軍事行動鎮壓孟加拉地區的人民，清洗知識份子、學者及印度教少數族裔。隨著最後一個由孟加拉人控制的城鎮於陷落，探照燈行動的主要階段於5月中旬結束，但抵抗活動持續。
初期的抵抗是自發及缺乏組織的，並不預期為可長期持續。不過當巴軍鎮壓民眾時，抵抗卻反增。「解放軍」更加活躍，巴軍中越來越多孟加拉族士兵變節改投地下「孟加拉軍」。這些士兵逐漸併入解放軍。巴國空運兩個步兵師增援並重整兵力。
1971年4月17日，孟加拉国臨時政府在孟加拉西部的梅黑爾布爾縣成立，以身處巴基斯坦囚禁下的謝赫·穆吉布·拉赫曼為總統。佔領軍與孟加拉解放軍之間的戰鬥日趨激烈，估計約1000萬孟加拉人逃難到印度的阿薩姆邦及西孟加拉邦。

### 6月至9月
7月，孟加拉劃分為11個區，每區有一位司令官，從變節自巴軍而改投解放軍的軍官中挑選，進行游擊戰及訓練戰士。3個旅（11個營）的兵力集結以進行常規戰，訓練了大量游擊隊（估計有10萬人）。
3個旅（8個步兵營及3個炮兵連）在7月至9月間投入軍事行動。6月至7月間，得到印度援助的解放軍在邊界重新組織，開始派出2000至5000人的游擊隊跨過邊界。這次攻勢未能達成目標。
在訓練階段不太活躍的游擊隊於8月後恢復活動，攻擊達卡的經濟及軍事目標。

### 10月至12月
孟加拉的常規部隊攻擊邊界哨站。游擊隊攻勢加強。西巴基斯坦增派8個營兵力。孟加拉的戰士一度攻佔在拉爾莫尼哈德縣及Shalutikar的飛機跑道。巴基斯坦從西巴基斯坦另外增派5個營。

## 印度介入
《印蘇友好合作條約》的簽署掃清了印度武裝干預孟加拉的阻礙，這令巴基斯坦感到憂心，於是巴方決定發起先發制人的打擊。巴基斯坦空軍在1971年12月3日發動成吉思汗行動，空襲印度空軍基地和雷達站，原意是模仿以色列在六日戰爭突襲摧毀敵方在地面的軍機，可是印度方面早已料到有此行動，因此計劃沒有達到預期效果，反而正式引發1971年印巴戰爭。印度出動3個軍進攻東巴基斯坦，加上孟加拉軍的支援，數目上遠比3個師的巴軍佔優。巴軍不能抵擋印軍。1971年12月16日，巴基斯坦宣佈無條件投降，孟加拉國於1971年12月16日正式獨立。

## 罪行
战争期间发生了无数包括屠杀在内的罪行。巴基斯坦军队屠杀了约30万至300万人并有组织的对20万到40万孟加拉妇女进行了种族灭绝式强奸。

## 外部連結
- Bangladesh Genocide Archive